# アジア女性資料センター
アジア女性資料センター（アジアじょせいしりょうセンター、英語：Asia Japan Women's Resource Center、AJWRC）は、1970年代に設立されたアジアの女たちの会を前身として1995年に設立された人権団体（NGO）。初代代表は松井やより。
前身の組織は創設日を1977年3月1日としており、この日を「朝鮮の女たちが、日本の支配に抵抗し生命をかけた三一独立運動の記念すべき日」としている。

## 活動
- ジェンダー・南北問題・人権・戦後補償などを主な目的とし、各種出版、セミナー等を行っている。
- 日本政府に対して朝鮮学校への高校授業料無償化・就学支援金支給制度の即時適用を求める要請を行っている[2][3]。
- 日本の出版社に対して、歴史教科書に「慰安婦」の記述を行うように要請している[4]。
- 2008年、日本が国連人権理事会の理事国に選出されると、国連人権理事会の議長と理事国に対して、日本政府が日本軍性奴隷制（慰安婦）に関する勧告（クマラスワミ報告）を早急に受け入れ、行動をするように要望書を提出した[5]。

- 麻生邸見学ツアー逮捕事件で無許可デモの現行犯逮捕された3名の釈放を求める「麻生でてこい!!リアリティツアー救援会」に賛同している[6]
- 大阪府警警備部公安第三課（過激派担当）による「日本軍『慰安婦』問題・関西ネットワーク」 に対する家宅捜索に抗議している[7][8]。
- フェミニスト活動家の仁藤夢乃を招いてJKビジネスとストーカー問題に関する講演会を実施した[9]。

## 概要
- 場所 - 東京都渋谷区桜丘町14-10　渋谷コープ211（マンションの一室）
- 機関誌 -『女たちの21世紀』（年4回発行）
- 英文機関誌 -『Voices from Japan』（年2回発行）

## 姉妹団体
- 「戦争と女性への暴力」リサーチ・アクション・センター